# Mega Top 50
El Mega Top 50 és un classificació setmanal holandès i un programa de ràdio que s'emet pel canal públic 3FM. El primer antecedent del hit parade fou anomenat Hilversum 3 Top 30. Des de maig 1969 Joost den Draaijer presentava el programa. Després de 2 anys Felix Meurders, el nou presentador, canvià el nom en Daverende Dertig. Al juny de 1974 el Nationale Hitparade fou emès al canal Hilversum 3. La llista actual Mega Top 50 se initià en 1993. En l'actualitat la composició de la llista es basa en xifres de vendes, airplay, streaming i recerca. El compilador és SoundAware. Des de agost 2018 Olivier Bakker presenta el programa.

## Llibres
| Any  | Títol                                      | Autor(s)                           | Descripció del contingut                                                      | ISBN               |
| ---- | ------------------------------------------ | ---------------------------------- | ----------------------------------------------------------------------------- | ------------------ |
| 2004 | Mega Charts Jubileumeditie                 | Ed Hoogeveen                       | Edició d'aniversari sobre els primers deu anys de Mega Charts (en neerlandès) | ISBN 9789021540207 |
| 2013 | Mega Top 50 presenteert: 50 Jaar Hitparade | Bart Arens, Edgar Kruize, Ed Adams | La història completa de la llista pública de 1963 a 2014 (en neerlandès)      | ISBN 9789000331000 |

## CD-ROM
| Any  | Títol                    | Editor                      | Descripció del contingut                                                             | ISBN               |
| ---- | ------------------------ | --------------------------- | ------------------------------------------------------------------------------------ | ------------------ |
| 2006 | Mega Hitparade 1946-2006 | Softmachine Publishing Int. | Llistes completes dels éxitos en les llistes musicals holandeses dels anys 1946-2006 | ISBN 90-76725-15-2 |